# أندروميدة ذات أوراق قطبية
أَنْدُرُوْمِيْدَة ذات أوراق قطبية وتعرف بالاسم الشائع إكليل الجبل المستنقعي (الاسم العلمي: Andromeda polifolia)، نوع من النباتات المُزهرة موطنها الأجزاء الشمالية من نصف الكرة الشمالي. هو العضو الوحيد من جنس أندروميدة (سمي الجنس على أسطورة يونانية)، ويوجد فقط في المستنقعات التي يتراكم فيها الخث في المناطق الباردة.

## معرض صور

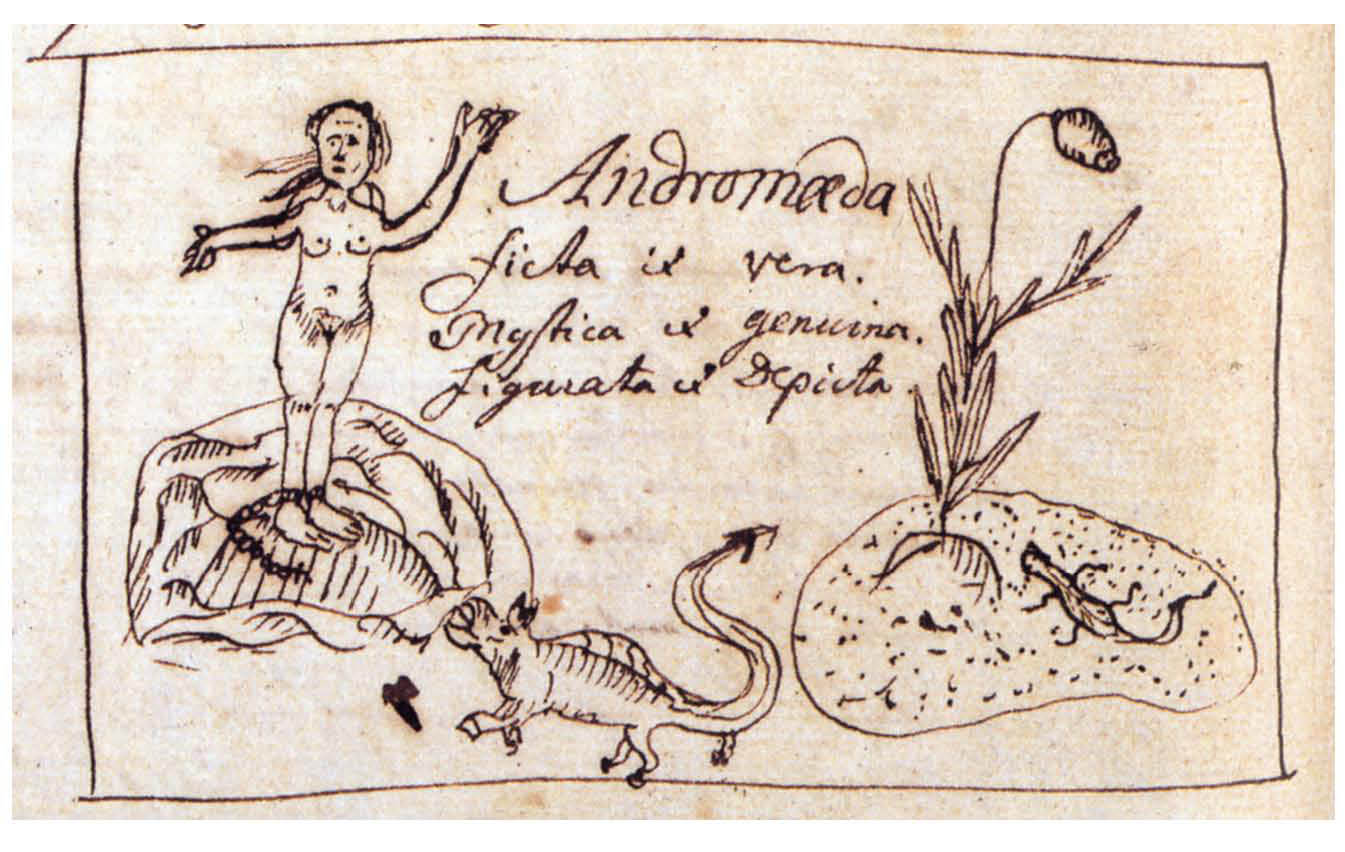
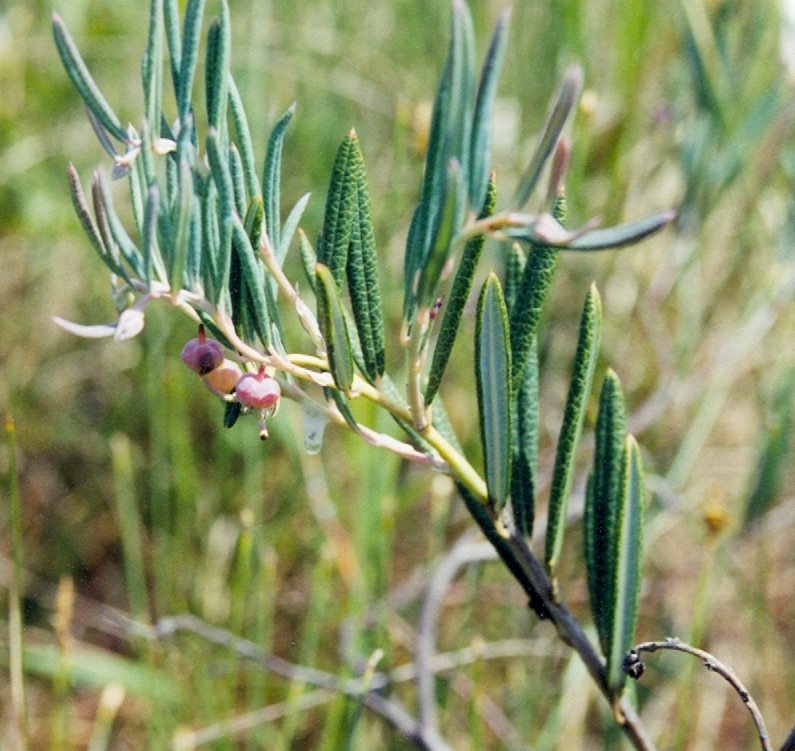
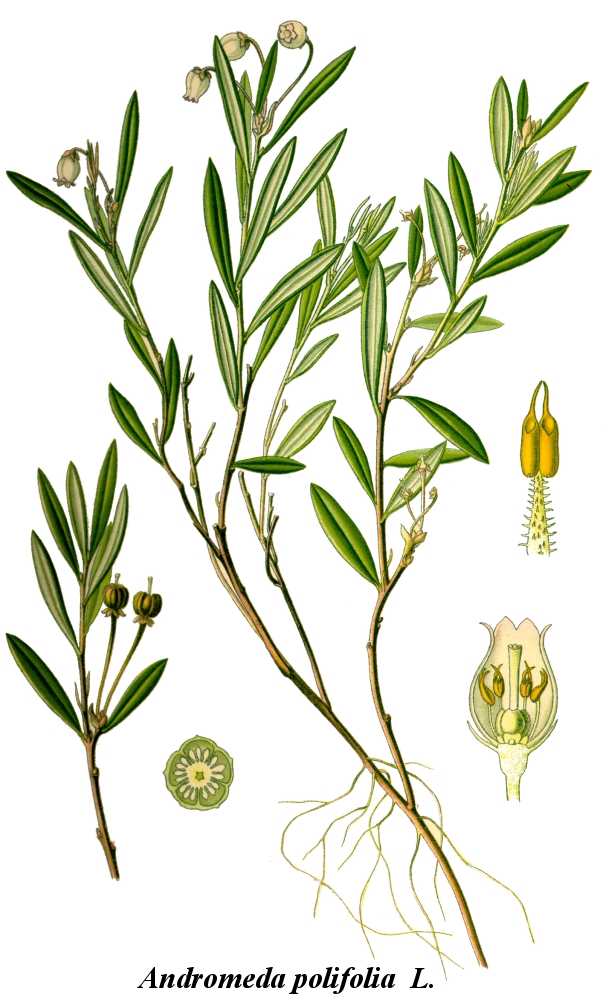